# Арриага, Гильермо
Гилье́рмо Арриа́га (исп. Guillermo Arriaga; род. 13 марта 1958, Мехико) — мексиканский писатель, сценарист и кинорежиссёр. В 2005 году был удостоен приза за лучший сценарий на 58-м Каннском кинофестивале за фильм «Три могилы».

## Биография
Детство Арриаги прошло в одном из неблагополучных кварталов Мехико. В возрасте 13 лет в уличной драке получил тяжёлую травму, вследствие которой лишился обоняния. Окончил Иберо-американский университет в Мехико и получил степень магистра психологии.
После получения степени Арриага преподавал в университете, где познакомился с режиссёром Алехандро Гонсалесом Иньярриту. Вместе они задумали и реализовали проект фильма с несколькими сюжетами, действие которого происходит в Мехико. Арриага написал сценарий, а Гонсалес Иньярриту его поставил. Фильм получил название «Сука любовь» (1999). Картина получила широкую известность за пределами Мексики, была номинирована на «Оскар» за лучший иноязычный фильм и выиграла премию BAFTA в той же номинации.
За этим успехом последовало приглашение Гонсалеса Иньярриту и Арриаги в США на студию Universal. Там Гонсалесом Иньярриту по сценарию Арриаги был снят фильм «21 грамм» (2003) с участием Бенисио дель Торо, Шона Пенна и Наоми Уоттс.
В 2005 году на экраны вышел дебютный фильм Томми Ли Джонса «Три могилы» по сценарию Гильермо Арриаги. Фильм попал в конкурс Каннского кинофестиваля, и Арриага завоевал там приз за лучший сценарий.
Третьим фильмом, появившимся в результате работы творческого тандема Арриаги и Гонсалеса Иньярриту, стал «Вавилон» (2006). Как и в первых двух фильмах дуэта, в основе его сценария лежит несколько историй, переплетающихся по ходу фильма, только в «Вавилоне» их действие происходит в разных странах и на разных континентах — в Северной Америке, Африке и Азии. Фильм, в котором участвовали в качестве актёров Брэд Питт и Кейт Бланшетт, попал в конкурс Каннского кинофестиваля и завоевал 25 наград по всему миру, но только по одному «Оскару», «Золотому глобусу» и премии BAFTA. Арриага крупных наград за сценарий фильма не получил, хотя был впервые в жизни номинирован на «Оскар».
Незадолго до премьеры «Вавилона» между Гонсалесом Иньярриту и Арриагой возникли значительные разногласия. Это привело к тому, что Арриага не был включён в состав делегации фильма на Каннском кинофестивале. С тех пор вместе режиссёр и сценарист не работают.
В 2007 году вышел фильм El Búfalo de la Noche мексиканского режиссёра Хорхе Эрнандеса Альданы. Сценарий этого фильма написан Арриагой и является переработкой его собственной одноимённой повести.
5 ноября 2007 в штате Нью-Мексико начались съёмки первого полнометражного фильма в постановке Арриаги «Пылающая равнина» с участием Ким Бейсингер и Шарлиз Терон. Сценарий, написанный самим Арриагой, строится по той же схеме, что и в предыдущие его работы — в фильме разыгрывается сразу несколько историй. Фильм был закончен к Венецианскому кинофестивалю 2008 года и включён в его программу.

## Фильмография

### Сценарист
- 1997 — / Campeones sin límite  (документальный, короткометражный)
- 2000 — Сука любовь / Amores Perros
- 2001 — Наём: Пороховая бочка / The Hire: Powder Keg
- 2003 — 21 грамм / 21 Grams
- 2005 — Три могилы / The Three Burials of Melquiades Estrada
- 2006 — Вавилон / Babel
- 2007 — / El Búfalo de la Noche
- 2008 — / Dusk (короткометражный)
- 2008 — Пылающая равнина / The Burning Plain

### Режиссёр
- 1997 — / Campeones sin límite  (документальный, короткометражный)
- 2000 — / Rogelio (короткометражный)
- 2008 — Пылающая равнина / The Burning Plain

## Книги
- 1991 — Эскадрон Гильотина / Escuadrón Guillotina
- 1994 — Un Dulce Olor a Muerte
- 1999 — El Búfalo de la Noche
- 2020 — Спасти огонь / Salvar el fuego

На русском языке:
- Эскадрон «Гильотина». Пер. с испанского Н. Мечтаевой. — СПб.: Издательство Ивана Лимбаха, 2009. — 208 с.
- Спасти огонь. Пер. с испанского Д.Синицына  — СПб.: Издательство Поляндрия NoAge,  2023. — 736 с.